# Mango comú
|  | Per a altres significats, vegeu «Mango (desambiguació)». |

El mango comú (Mangifera indica) és una espècie de mango i la més cultivada. A l'Índia es troba en estat silvestre i se'n cultiven varietats des de l'antiguitat que s'han introduït en altres regions, lliures de glaçades, del món. Es tracta de l'arbre fruiter més gros del món, ja que pot arribar a fer 30 metres d'alt.

## Història i difusió
Sembla que aquesta espècie es va domesticar des de fa uns 4.000 anys. Es va dur des de l'Índia cap a l'est d'Àsia al voltant de 400-500 aC. Posteriorment, al segle xv va passar a ser cultivat a les Filipines, i al segle xvi a l'Àfrica i al Brasil per part dels portuguesos. Linnaeus la va descriure científicament el 1753.
El mango és el fruit nacional de l'Índia, les Filipines i el Pakistan. El poeta en sànscrit Kalidasa ja el menciona al segle IV, i abans es creu que Alexandre el Gran ja l'havia tastat. L'emperador Akbar va plantar 100.000 arbres de mango comú a Darbhanga, Bihar en un lloc conegut com a Lakhi Bagh.
Actualment es cultiva a tots els països tropicals del món i en alguns de subtropicals, per exemple a parts d'Israel i d'Andalusia (Motril Almuñécar)

## Mangiferina

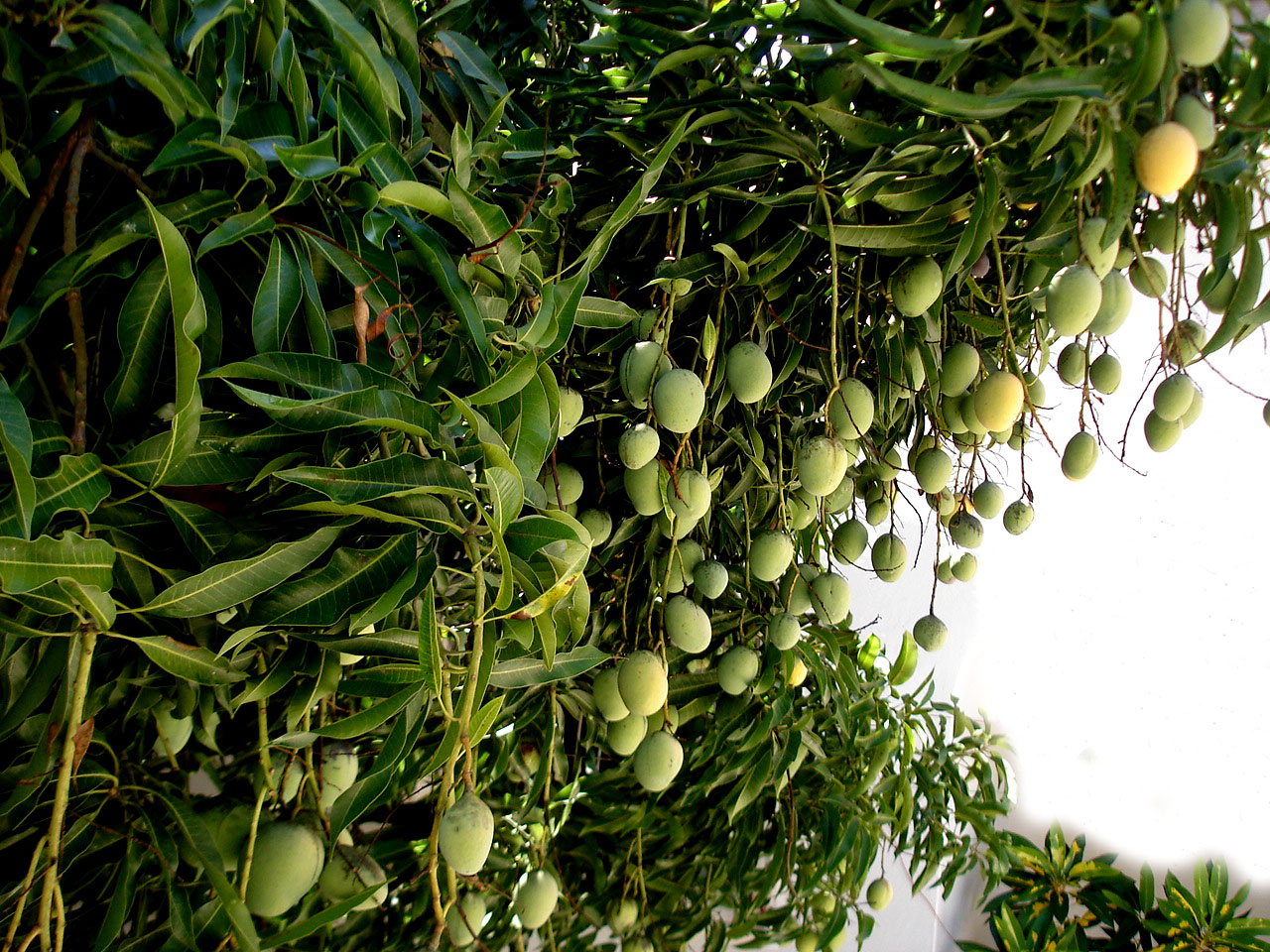
Mango comú al Brasil

La mangiferina és un flavonoide farmacològicament actiu extret de les fulles i escorça del mango comú.

## Arbre

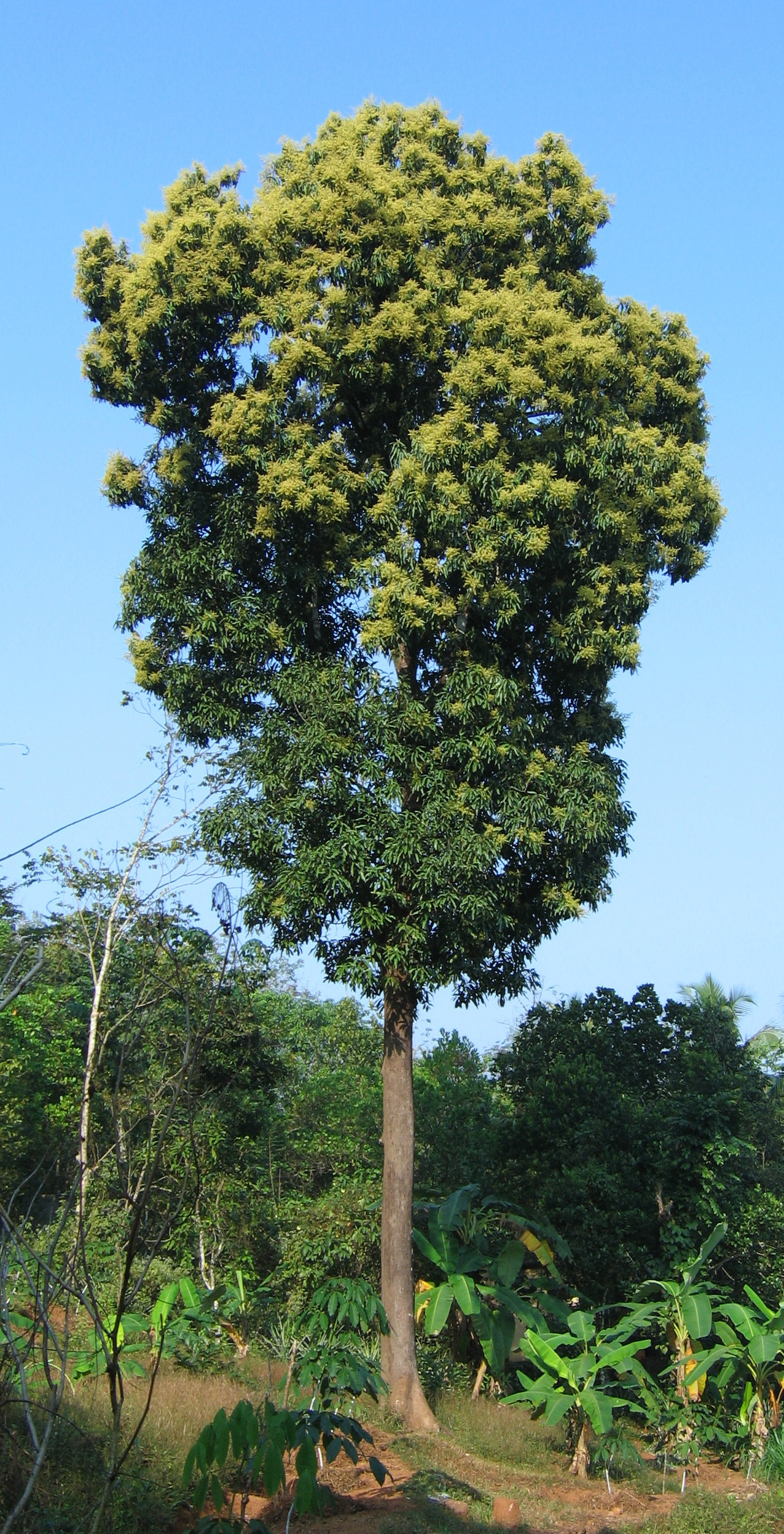
Mango comú a Kerala, Índia

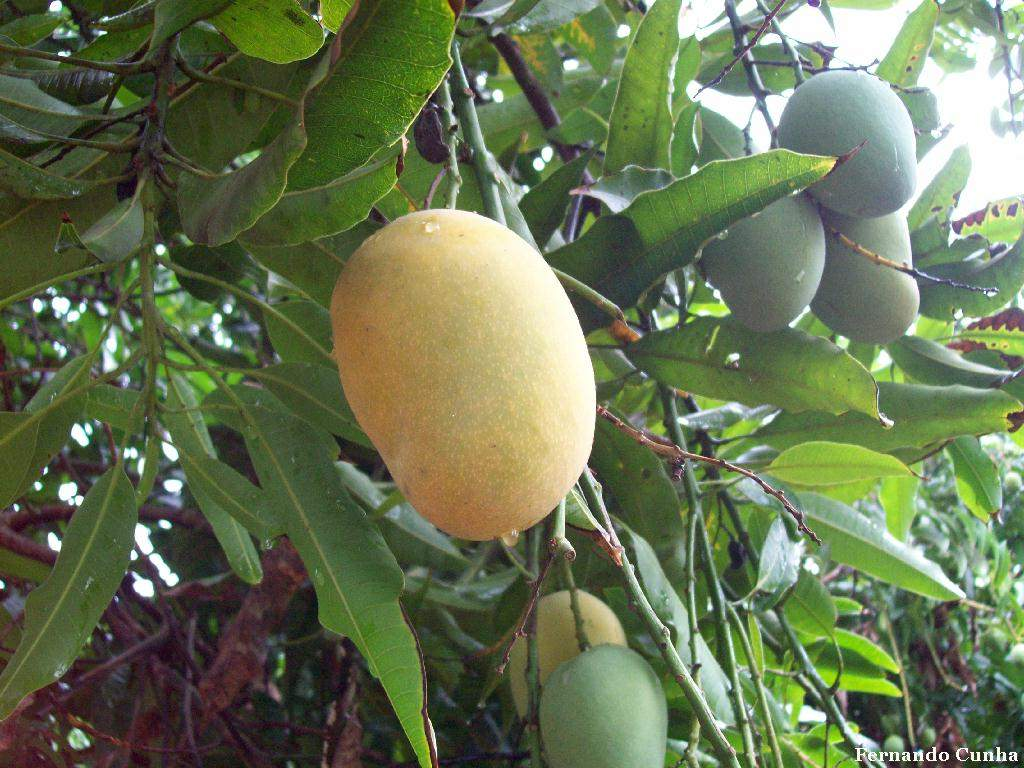
Mango comú o manga de fiapo. Chácara al Brasil.

Els arbres dels mangos (dits mangueiras al Brasil) poden arribar a fer de 35 a 40 metres d'alt, amb un diàmetre de capçada proper als 10 metres. És de fulles persistents de 15 a 30 cm de llargada i de 6 a 16 cm d'amplada. Les flors són diminutes i estan disposades en inflorescències paniculades a les extremitats de les branques, són molt perfumades.
Les llavors germinen fàcilment i per això pot esdevenir una planta invasora en llocs on s'ha introduït, com al Brasil.

## Fruita
El fruit del mango té la polpa carnosa i dolça la qual pot ser fibrosa o no ser-ho. Al principi és de color verd i de color groc o taronja quan arriba a la maduresa. Triga de tres a sis mesos a madurar. Els mangos Thompson són les varietats cultivades més esteses globalment a l'actualitat.
Les llavors fan de 4 a 17 mm de llargada.